# Associazione Calcio Fiorentina 1984-1985
Questa voce raccoglie le informazioni riguardanti l'Associazione Calcio Fiorentina nelle competizioni ufficiali della stagione 1984-1985.

## Stagione
Nella Stagione 1984-1985 la Fiorentina si piazza al nono posto nel campionato che assegna il primo titolo al Verona. Con Giancarlo Antognoni fuori per tutta la stagione causa infortunio, la Fiorentina presenta come nuovo acquisto il brasiliano Sócrates, visionato agli ultimi mondiali. Oltre al brasiliano ed al confermato libero argentino Daniel Passarella, vengono inseriti in squadra Claudio Gentile, Leonardo Occhipinti, Claudio Pellegrini ed i giovani Carlo Pascucci e Luca Moz. Con 13 reti il miglior realizzatore stagionale dei viola è stato Paolo Monelli, delle quali 6 in Coppa Italia e 7 reti in campionato.
L'allenatore Giancarlo De Sisti si ammala e rimane lontano dal campo per diverse giornate, poi viene sostituito dalla 12ª giornata da Ferruccio Valcareggi che traghetta la squadra al nono posto finale in campionato. In Coppa UEFA la strada dei viola si ferma ai sedicesimi di finale, sconfitta dai belgi dell'Anderlecht nel ritorno con un sonoro (6-2), nel primo turno la viola ha eliminato i turchi del Fenerbahçe.
Nella Coppa Italia i viola superano, prima del campionato, il primo turno vincendo con il Napoli l'ottavo girone di qualificazione, negli ottavi di finale superano il Bari, nei quarti di finale hanno la meglio sul Parma, in giugno nella semifinale vengono estromessi nel doppio turno dalla Sampdoria.

## Rosa

L'argentino Daniel Passarella tra due neoacquisti, l'italiano Claudio Gentile (a sinistra) e il brasiliano Sócrates (a destra).

| N. |                      | Ruolo | Calciatore                     |
| -- | -------------------- | ----- | ------------------------------ |
|    | Italia (bandiera)    | P     | Giovanni Galli                 |
|    | Italia (bandiera)    | P     | Paolo Conti                    |
|    | Italia (bandiera)    | D     | Stefano Carobbi                |
|    | Italia (bandiera)    | D     | Renzo Contratto                |
|    | Italia (bandiera)    | D     | Claudio Gentile                |
|    | Argentina (bandiera) | D     | Daniel Passarella              |
|    | Italia (bandiera)    | D     | Celeste Pin                    |
|    | Italia (bandiera)    | D     | Luca Moz                       |
|    | Italia (bandiera)    | D     | Carlo Pascucci                 |
|    | Italia (bandiera)    | C     | Giancarlo Antognoni (capitano) |
|    | Italia (bandiera)    | C     | Mario Bortolazzi               |
|    | Italia (bandiera)    | C     | Michele Gelsi                  |

| N. |                    | Ruolo | Calciatore          |
| -- | ------------------ | ----- | ------------------- |
|    | Italia (bandiera)  | C     | Roberto Labardi     |
|    | Italia (bandiera)  | C     | Pasquale Iachini    |
|    | Italia (bandiera)  | C     | Massimo Mariotto    |
|    | Italia (bandiera)  | C     | Leonardo Occhipinti |
|    | Italia (bandiera)  | C     | Gabriele Oriali     |
|    | Italia (bandiera)  | C     | Eraldo Pecci        |
|    | Brasile (bandiera) | C     | Sócrates            |
|    | Italia (bandiera)  | A     | Luca Cecconi        |
|    | Italia (bandiera)  | A     | Daniele Massaro     |
|    | Italia (bandiera)  | A     | Paolo Monelli       |
|    | Italia (bandiera)  | A     | Claudio Pellegrini  |
|    | Italia (bandiera)  | A     | Paolino Pulici      |

## Risultati

### Serie A

#### Girone di andata
| Arbitro: | Pieri (Genova) |

|  |           |           |
|  | Marcatori | 71’ Pecci |

| Firenze 23 settembre 1984 2ª giornata | Fiorentina    | 0 – 0 | Milan | Stadio Comunale\| Arbitro: \| Ciulli (Roma) \| |
| Arbitro:                              | Ciulli (Roma) |       |       |                                                |

| Como 30 settembre 1984 3ª giornata | Como             | 0 – 0 | Fiorentina | Stadio Giuseppe Sinigaglia\| Arbitro: \| D'Elia (Salerno) \| |
| Arbitro:                           | D'Elia (Salerno) |       |            |                                                              |

| Arbitro: | Lanese (Messina) |

|                                                                    |           |  |
| P. Iachini 14’ Monelli 56’ Sócrates 62’ Passarella 70’, 81’ (rig.) | Marcatori |  |

| Arbitro: | Magni (Bergamo) |

|                                  |           |  |
| Renica 52’ Passarella 67’ (aut.) | Marcatori |  |

| Arbitro: | Ballerini (La Spezia) |

|           |           |  |
| Pecci 82’ | Marcatori |  |

| Arbitro: | Ciulli (Roma) |

|                              |           |           |
| Moz 25’ (aut.) Galderisi 40’ | Marcatori | 58’ Pecci |

| Arbitro: | Coppetelli (Tivoli) |

|            |           |                 |
| Pulici 23’ | Marcatori | 36’ F. Vincenzi |

| Arbitro: | Pairetto (Torino) |

|                               |           |                     |
| Iorio 28’ (rig.) Giannini 45’ | Marcatori | 85’ (rig.) Sócrates |

| Arbitro: | Agnolin (Bassano del Grappa) |

|             |           |            |
| Monelli 30’ | Marcatori | 44’ Marini |

| Arbitro: | Casarin (Milano) |

|             |           |              |
| Finardi 38’ | Marcatori | 86’ Sócrates |

| Firenze 16 dicembre 1984 12ª giornata | Fiorentina          | 0 – 0 | Juventus | Stadio Comunale\| Arbitro: \| Lo Bello (Siracusa) \| |
| Arbitro:                              | Lo Bello (Siracusa) |       |          |                                                      |

| Arbitro: | Longhi (Roma) |

|                        |           |                         |
| Gerolin 45’ Tesser 46’ | Marcatori | 18’ Massaro 59’ Monelli |

| Arbitro: | Pieri (Genova) |

|                               |           |                |
| Dossena 17’ Júnior 61’ (rig.) | Marcatori | 52’, 80’ Pecci |

| Arbitro: | Ballerini (La Spezia) |

|  |           |              |
|  | Marcatori | 49’ Maradona |

#### Girone di ritorno
| Arbitro: | D'Elia (Salerno) |

|                                            |           |  |
| Sócrates 13’ C. Pellegrini 68’ Monelli 90’ | Marcatori |  |

| Arbitro: | Longhi (Roma) |

|             |           |             |
| Hateley 66’ | Marcatori | 11’ Monelli |

| Arbitro: | Agnolin (Bassano del Grappa) |

|                      |           |                |
| Oriali 9’ Pulici 65’ | Marcatori | 56’ Morbiducci |

| Arbitro: | Ballerini (La Spezia) |

|                       |           |                          |
| Magrin 8’ Pacione 72’ | Marcatori | 20’ Sócrates 59’ Monelli |

| Arbitro: | Lombardo (Marsala) |

|  |           |                                     |
|  | Marcatori | 17’ Salsano 27’, 68’ (rig.) Francis |

| Avellino 3 marzo 1985 21ª giornata | Avellino       | 0 – 0 | Fiorentina | Stadio Partenio\| Arbitro: \| Pieri (Genova) \| |
| Arbitro:                           | Pieri (Genova) |       |            |                                                 |

| Arbitro: | Lo Bello (Siracusa) |

|             |           |                                        |
| Monelli 11’ | Marcatori | 57’ Fontolan 70’ (rig.), 83’ Galderisi |

| Arbitro: | Pezzella (Frattamaggiore) |

|                                           |           |                |
| Nicolini 54’ (rig.) Passarella 83’ (aut.) | Marcatori | 23’ Passarella |

| Arbitro: | Redini (Pisa) |

|                |           |  |
| Passarella 62’ | Marcatori |  |

| Arbitro: | Leni (Perugia) |

|                |           |  |
| Rummenigge 40’ | Marcatori |  |

| Arbitro: | Paparesta (Bari) |

|              |           |               |
| Sócrates 18’ | Marcatori | 20’ Nicoletti |

| Arbitro: | Lanese (Messina) |

|                |           |                            |
| M. Briaschi 3’ | Marcatori | 37’ Cecconi 77’ Passarella |

| Arbitro: | Lo Bello (Siracusa) |

|                                   |           |              |
| Massaro 32’ Pecci 62’ Cecconi 70’ | Marcatori | 86’ M. Mauro |

| Firenze 12 maggio 1985 29ª giornata | Fiorentina         | 0 – 0 | Torino | Stadio Comunale\| Arbitro: \| Lombardo (Marsala) \| |
| Arbitro:                            | Lombardo (Marsala) |       |        |                                                     |

| Arbitro: | Lanese (Messina) |

|                |           |  |
| Caffarelli 39’ | Marcatori |  |

### Coppa Italia

#### Primo turno
| Arbitro: | Paparesta (Bari) |

|  |           |                                            |
|  | Marcatori | 41’, 54’ Monelli 70’ Passarella 90’ Pulici |

| Arbitro: | Mattei (Macerata) |

|  |           |                                       |
|  | Marcatori | 11’ Massaro 30’ Oriali 80’ Passarella |

| Arbitro: | Pirandola (Lecce) |

|                       |           |            |
| Passarella 26’ (rig.) | Marcatori | 8’ Cazzani |

| Arbitro: | Pezzella (Frattamaggiore) |

|                 |           |  |
| Monelli 4’, 80’ | Marcatori |  |

| Arbitro: | Casarin (Milano) |

|             |           |             |
| Bertoni 65’ | Marcatori | 55’ Monelli |

#### Fase finale
| Arbitro: | Lamorgese (Potenza) |

|                                                 |           |  |
| Sócrates 40’ Pulici 47’ Gentile 67’ Monelli 90’ | Marcatori |  |

| Arbitro: | Coppetelli (Tivoli) |

|  |           |                |
|  | Marcatori | 37’ Pellegrini |

| Arbitro: | Magni (Bergamo) |

|             |           |  |
| Barbuti 80’ | Marcatori |  |

| Arbitro: | Lanese (Messina) |

|                              |           |  |
| Moz 3’ Pulici 16’ Oriali 37’ | Marcatori |  |

| Firenze 23 giugno 1985, ore 20:30 CEST Semifinali - Andata | Fiorentina        | 0 – 0 referto | Sampdoria | Stadio Comunale\| Arbitro: \| Pairetto (Torino) \| |
| Arbitro:                                                   | Pairetto (Torino) |               |           |                                                    |

| Arbitro: | Casarin (Milano) |

|                                                    |           |                |
| Occhipinti 8’ (aut.) Francis 39’ (rig.) Vialli 60’ | Marcatori | 75’ Pellegrini |

### Coppa UEFA
| Arbitro: | Juška |

|  |           |           |
|  | Marcatori | 28’ Pecci |

| Arbitro: | McGinlay |

|                                  |           |  |
| Passarella 33’ (rig.) Pulici 83’ | Marcatori |  |

| Arbitro: | Courtney |

|              |           |                 |
| Sócrates 22’ | Marcatori | 49’ Vandenbergh |

| Arbitro: | Krchnak |

| |           |                                 |
| De Groote 12’ Czerniatynski 58’ Vandenbergh 68’ Frimann 73’ Vercauteren 77’ (rig.) Scifo 83’ (rig.) | Marcatori | 56’ (rig.) Sócrates 75’ Iachini |

## Statistiche

### Statistiche di squadra
| Competizione | Punti | In casa | In casa | In casa | In casa | In casa | In casa | In trasferta | In trasferta | In trasferta | In trasferta | In trasferta | In trasferta | Totale | Totale | Totale | Totale | Totale | Totale | DR  |
| Competizione | Punti | G       | V       | N       | P       | Gf      | Gs      | G            | V            | N            | P            | Gf           | Gs           | G      | V      | N      | P      | Gf     | Gs     | DR  |
| ------------ | ----- | ------- | ------- | ------- | ------- | ------- | ------- | ------------ | ------------ | ------------ | ------------ | ------------ | ------------ | ------ | ------ | ------ | ------ | ------ | ------ | --- |
| Serie A      | 29    | 15      | 6       | 6       | 3       | 19      | 12      | 15           | 2            | 7            | 6            | 14           | 19           | 30     | 8      | 13     | 9      | 33     | 31     | +2  |
| Coppa Italia |       | 5       | 3       | 2       | 0       | 10      | 1       | 6            | 3            | 1            | 2            | 10           | 5            | 11     | 6      | 3      | 2      | 20     | 6      | +14 |
| Coppa UEFA   |       | 2       | 1       | 1       | 0       | 3       | 1       | 2            | 1            | 0            | 1            | 3            | 6            | 4      | 2      | 1      | 1      | 6      | 7      | -1  |
| Totale       |       | 22      | 10      | 9       | 3       | 32      | 14      | 23           | 6            | 8            | 9            | 27           | 30           | 45     | 16     | 17     | 12     | 59     | 44     | +15 |

### Statistiche dei giocatori
| Giocatore     | Serie A  | Serie A | Serie A     | Serie A    | Coppa Italia | Coppa Italia | Coppa Italia | Coppa Italia | Coppa Uefa | Coppa Uefa | Coppa Uefa  | Coppa Uefa | Totale   | Totale | Totale      | Totale     |
| Giocatore     | Presenze | Reti    | Ammonizioni | Espulsioni | Presenze     | Reti         | Ammonizioni  | Espulsioni   | Presenze   | Reti       | Ammonizioni | Espulsioni | Presenze | Reti   | Ammonizioni | Espulsioni |
| ------------- | -------- | ------- | ----------- | ---------- | ------------ | ------------ | ------------ | ------------ | ---------- | ---------- | ----------- | ---------- | -------- | ------ | ----------- | ---------- |
| G. Antognoni  | 0        | 0       | ?           | ?          | 0            | 0            | ?            | ?            | 0          | 0          | 0           | 0          | 0        | 0      | 0+          | 0+         |
| M. Bortolazzi | 10       | 0       | ?           | ?          | 8            | 0            | ?            | ?            | 0          | 0          | 0           | 0          | 18       | 0      | 0+          | 0+         |
| S. Carobbi    | 11       | 0       | ?           | ?          | 5            | 0            | ?            | ?            | 2          | 0          | 0           | 0          | 18       | 0      | 0+          | 0+         |
| L. Cecconi    | 7        | 2       | ?           | ?          | 1            | 0            | ?            | ?            | 0          | 0          | 0           | 0          | 8        | 2      | 0+          | 0+         |
| P. Conti      | 0        | -0      | ?           | ?          | 0            | -0           | ?            | ?            | 0          | -0         | 0           | 0          | 0        | -0     | 0+          | 0+         |
| R. Contratto  | 29       | 0       | ?           | ?          | 11           | 0            | ?            | ?            | 3          | 0          | 0           | 0          | 43       | 0      | 0+          | 0+         |
| G. Galli      | 30       | -29     | ?           | ?          | 11           | -6           | ?            | ?            | 4          | -7         | ?           | ?          | 45       | -42    | ?           | ?          |
| M. Gelsi      | 0        | 0       | ?           | ?          | 2            | 0            | ?            | ?            | 0          | 0          | 0           | 0          | 2        | 0      | 0+          | 0+         |
| C. Gentile    | 29       | 0       | ?           | ?          | 10           | 1            | ?            | ?            | 3          | 0          | 2           | 0          | 42       | 1      | 2+          | 0+         |
| P. Iachini    | 23       | 1       | ?           | ?          | 8            | 0            | ?            | ?            | 3          | 1          | 2           | 0          | 34       | 2      | 2+          | 0+         |
| R. Labardi    | 0        | 0       | ?           | ?          | 1            | 0            | ?            | ?            | 0          | 0          | 0           | 0          | 1        | 0      | 0+          | 0+         |
| M. Mariotto   | 0        | 0       | ?           | ?          | 0            | 0            | ?            | ?            | 0          | 0          | 0           | 0          | 0        | 0      | 0+          | 0+         |
| D. Massaro    | 26       | 2       | ?           | ?          | 10           | 1            | ?            | ?            | 4          | 0          | 1           | 0          | 40       | 3      | 1+          | 0+         |
| P. Monelli    | 28       | 7       | ?           | ?          | 11           | 6            | ?            | ?            | 4          | 0          | 1           | 0          | 43       | 13     | 1+          | 0+         |
| L. Moz        | 10       | 0       | ?           | ?          | 9            | 1            | ?            | ?            | 2          | 0          | 1           | 0          | 21       | 1      | 1+          | 0+         |
| L. Occhipinti | 23       | 0       | ?           | ?          | 7            | 0            | ?            | ?            | 4          | 0          | 1           | 0          | 34       | 0      | 1+          | 0+         |
| G. Oriali     | 26       | 1       | ?           | ?          | 9            | 2            | ?            | ?            | 4          | 0          | 0           | 0          | 39       | 3      | 0+          | 0+         |
| C. Pascucci   | 3        | 0       | ?           | ?          | 0            | 0            | ?            | ?            | 2          | 0          | 1           | 0          | 5        | 0      | 1+          | 0+         |
| D. Passarella | 26       | 5       | ?           | ?          | 6            | 3            | ?            | ?            | 3          | 1          | 0           | 0          | 35       | 9      | 0+          | 0+         |
| E. Pecci      | 30       | 6       | ?           | ?          | 7            | 0            | ?            | ?            | 4          | 1          | 1           | 0          | 41       | 7      | 1+          | 0+         |
| C. Pellegrini | 13       | 0       | ?           | ?          | 6            | 2            | ?            | ?            | 3          | 0          | 1           | 0          | 22       | 2      | 1+          | 0+         |
| C. Pin        | 15       | 0       | ?           | ?          | 7            | 0            | ?            | ?            | 0          | 0          | 0           | 0          | 22       | 0      | 0+          | 0+         |
| P. Pulici     | 20       | 2       | ?           | ?          | 8            | 3            | ?            | ?            | 3          | 1          | 0           | 0          | 31       | 6      | 0+          | 0+         |
| Sócrates      | 25       | 6       | ?           | ?          | 4            | 1            | ?            | ?            | 4          | 2          | 0           | 0          | 33       | 9      | 0+          | 0+         |